# 堀芽久美
堀 芽久美（ほり めぐみ）は、日本の保健学者（保健統計学・がん疫学）。学位は博士（保健学）（大阪大学・2014年）。静岡県立大学看護学部准教授・大学院看護学研究科准教授。
独立行政法人国立がん研究センターがん対策情報センター研究員、国立研究開発法人国立がん研究センターがん対策情報センター研究員などを歴任した。

## 概要
保健統計学やがん疫学を専攻する保健学者である。地域ごとの医療資源に対するアクセシビリティの格差についての研究などが知られている。国立がん研究センターで研究に従事したのち、静岡県立大学で教鞭を執った。

## 来歴

### 生い立ち
同名の国立大学法人により設置・運営される大阪大学に進学し、医学部にて保健学科の看護学専攻にて学んだ。2009年（平成21年）3月、大阪大学を卒業した。それに伴い、学士（看護学）の学位を取得した。さらに大阪大学の大学院に進学し、医学系研究科の統合保健看護科学分野にて学んだ。2011年（平成23年）3月、大阪大学の大学院における博士前期課程を修了した。それに伴い、修士の学位を取得した。その後、大学院在学中に「Comparison of Gwet's AC1 with Fleiss's kappa as an index for inter-examiner reliability of diagnosis in immunohistochemical evaluation of WT1 expression in tumors」と題した博士論文を執筆した。2014年（平成26年）3月には、大阪大学の大学院における博士後期課程を修了した。それに伴い、博士（保健学）の学位を取得した。

### 保健学者として
大学院修了後は、厚生労働省の独立行政法人である国立がん研究センターに採用され、2014年（平成26年）4月よりがん対策情報センターの研究員として着任した。国立がん研究センターは2015年（平成27年）に独立行政法人から国立研究開発法人に移行するが、以降も引き続きがん対策情報センターの研究員を務めた。その傍ら、他の教育・研究機関の役職も兼任していた。2017年（平成29年）4月から2021年（令和3年）3月にかけては、県と同名の公立大学法人により設置・運営される静岡県立大学にて客員共同研究員を務めるとともに、講師として非常勤で教鞭を執っていた。2021年（令和3年）3月に国立がん研究センターを退職し、同年4月より静岡県立大学の看護学部にて常勤の准教授を務めた。看護学部においては、主として看護学科の講義を担当し、専門基礎・保健学を受け持っていた。また、静岡県立大学の大学院においては、看護学研究科の准教授も兼務していた。看護学研究科においては、主として看護学専攻の講義を担当していた。

## 研究
専門は保健学であり、特に保健統計学、がん疫学、といった分野の研究に従事した。具体的には、地域ごとの医療資源の利用しやすさに関する格差について研究していた。また、乳癌についての研究にも取り組んでおり、その罹患率や生存率に関する研究に従事した。そのほか、公的な統計や疾病登録データなどの分析にも取り組んでいた。これらの研究成果は学術雑誌などで発表している。『Japanese Journal of Clinical Oncology』誌上にて発表した「Secondhand smoke exposure and risk of lung cancer in Japan -- a systematic review and meta-analysis of epidemiologic studies」は高く評価され、同誌の年間優秀論文賞を受賞している。
学術団体としては、日本疫学会、日本癌学会、日本がん疫学・分子疫学研究会、といった組織に所属していた。

## 略歴
- 2009年 - 大阪大学医学部卒業[4]。
- 2011年 - 大阪大学大学院医学系研究科博士前期課程修了[4]。
- 2014年 - 大阪大学大学院医学系研究科博士後期課程修了[4]。
- 2014年 - 国立がん研究センターがん対策情報センター研究員[3]。
- 2017年 - 静岡県立大学客員共同研究員[3]。
- 2017年 - 静岡県立大学講師[3]。
- 2021年 - 静岡県立大学看護学部准教授[3]。
- 2021年 - 静岡県立大学大学院看護学研究科准教授。

## 賞歴
- 2017年 - 『Japanese Journal of Clinical Oncology』年間優秀論文賞[10]。

## 著作

### 共著
- 井上俊彦・山下孝・齋藤安子編『がん放射線治療と看護の実践――部位別でわかりやすい！　最新治療と有害事象ケア』金原出版、2011年。ISBN 978-4-307-07087-4
- 田原信・林隆一・秋元哲夫編集『臨床頭頸部癌学』南江堂、2016年。ISBN 978-4-524-25828-4
- 佐々木明子・井原一成編集『新体系看護学全書』7巻、4版、メヂカルフレンド社、2016年。ISBN 978-4-8392-3307-5
- 髙橋和久専門編集『肺癌』中山書店、2018年。ISBN 978-4-521-74527-5
- 日本臨床腫瘍学会編集『新臨床腫瘍学――がん薬物療法専門医のために』改訂5版、南江堂、2018年。ISBN 978-4-524-23788-3

### 註釈
1. ↑  独立行政法人国立がん研究センターは、2015年に国立研究開発法人国立がん研究センターに改組された。